# Stanisław Gmitruk
Stanisław Gmitruk (ur. 23 października 1955 w Łosicach) – polski samorządowiec, menedżer, ekonomista i urzędnik administracji rolnej, w latach 2017–2018 przewodniczący Sejmiku Województwa Śląskiego.

## Życiorys
Ukończył studia ekonomiczne w Szkole Głównej Gospodarstwa Wiejskiego. W latach 1981–1988 był wiceprezesem Wojewódzkiego i Okręgowego Związku Spółdzielni Mleczarskich w Częstochowie, od 1990 do 1991 był maklerem giełdowym w Częstochowie, a następnie do 1992 pozostawał dyrektorem i prezesem PHPU „Jurapex”. Później do 1992 pracował jako naczelnik wydziału i kierownik zespołu w lokalnym oddziale Banku Gospodarki Żywnościowej. W latach 2002–2006 i 2008–2016 kierował oddziałem Agencji Restrukturyzacji i Modernizacji Rolnictwa w Częstochowie. Od 2003 do 2006 przewodniczył radzie nadzorczej Polskiego Radia Katowice. W 2006 pracował jako główny specjalista w Urzędzie Marszałkowskim Województwa Śląskiego, następnie do 2008 był naczelnikiem wydziału w Banku Polskiej Spółdzielczości. Od 2016 zatrudniony w Wojewódzkim Funduszu Ochrony Środowiska i Gospodarki Wodnej w Katowicach. Należał do rad i zarządów kilkunastu lokalnych towarzystw i instytucji, m.in. do rad społecznych dwóch szpitali w Częstochowie; w 1997 został przewodniczącym oddziału Ludowego Towarzystwa Naukowo-Kulturalnego.
Zaangażował się w działalność Zjednoczonego Stronnictwa Ludowego, przekształconego później w PSL „Odrodzenie”, które współtworzyło Polskie Stronnictwo Ludowe. Od 1988 do 1990 i w 1992 był sekretarzem i kierownikiem biura częstochowskiego oddziału partii. W latach 1998–2002 i 2006–2010 zasiadał w radzie miejskiej Częstochowy (w 2002 i 2010 nie uzyskiwał reelekcji). Dodatkowo należał do rady dzielnicy Kiedrzyn, której przewodniczył w latach 1995–1999 i 2003–2006. Był kandydatem PSL w 2009 do Parlamentu Europejskiego, w 2011 do Senatu oraz w 2015 i 2019 do Sejmu.
W 2014 z powodzeniem ubiegał się o mandat radnego sejmiku śląskiego, obejmując stanowisko wiceprzewodniczącego tego organu. 16 stycznia 2017 został przewodniczącym sejmiku w miejsce Grzegorza Wolnika w ramach umowy koalicyjnej między PO a PSL, przewidującej przekazanie tej funkcji przedstawicielowi ludowców w połowie kadencji. W wyborach w 2018 ponownie został wybrany na radnego sejmiku na okres VI kadencji. 21 listopada 2018 zakończył pełnienie funkcji przewodniczącego sejmiku. W listopadzie 2022 został ponownie wiceprzewodniczącym tego gremium. W 2024 utrzymał mandat radnego województwa na okres VII kadencji, w maju tego samego roku ponownie objął funkcję wiceprzewodniczącego sejmiku.

## Życie prywatne
Jest żonaty.

## Odznaczenia
Wyróżniony odznaczeniami państwowymi i branżowymi, m.in. Brązowym (1987) i Srebrnym (2012) Krzyżem Zasługi, Odznaką Honorową „Za Zasługi dla ZMW” (1994), Brązowym (2000) i Srebrnym (2016) Medalem „Za Zasługi dla Pożarnictwa” (2000), Odznaką honorową „Zasłużony dla Kultury Polskiej” (2014).